# 維爾紐斯古物博物館
維爾紐斯古物博物館是一座由前立陶宛大公國貴族、考古學家埃烏斯塔希·蒂斯茲基埃維茨茲伯爵於1856年，在閒置的維爾紐斯大學校舍中創辦的考古學及歷史學博物館。它是前立陶宛大公國境內第一座公共博物館，雖僅有少數館藏由現代立陶宛國家博物館保存，仍被認為是該館前身。維爾紐斯古物博物館與考古學委員會（事實上的考古學學會）是立陶宛受俄羅斯帝國統治時期最著名的文化、科學機構，展示許多歷史文物、讓遊客懷想古老的立陶宛大公國，並滿足立陶宛貴族的浪漫民族主義情懷。1865年，博物館館藏數量增長至67,000多件，包括已閉校之維爾紐斯大學收藏的礦物與動物標本、已關閉的天主教教堂及修道院圖書館館藏，以及當地貴族捐贈的文物。
1863年，一月起義失敗後，維爾紐斯古物博物館被重組、國有化，所有和前波蘭立陶宛聯邦有關的文物都被移到莫斯科的魯緬采夫博物館，博物館則改組為新成立的維爾紐斯公共圖書館附屬機關。改組後的圖書館及博物館被用於推動俄羅斯化政策，展示許多俄羅斯帝國或東正教會相關文物。至此，維爾紐斯失去最後一個重要的前立陶宛大公國文化重鎮，逐漸化為俄羅斯帝國省級城市之一，失去其在波蘭－立陶宛文化中的主導地位。雖然如此，博物館仍持續營運，直到第一次世界大戰爆發，重要館藏皆被疏散至魯緬采夫博物館；遺留在維爾紐斯且未於戰火中消失的少數館藏，則由其他博物館保存，包括立陶宛國家博物館、立陶宛美術館及維爾紐斯大學地質學與動物學博物館等。

## 歷史

### 1855年－1864年：波蘭－立陶宛文化重鎮
| 年份                                                                                    | 遊客數 | 遊客數 | 遊客數 | 捐贈者數 |
| 年份                                                                                    | 總計   | 男性   | 女性   | 捐贈者數 |
| --------------------------------------------------------------------------------------- | ------ | ------ | ------ | -------- |
| 1856年（4月起）                                                                         | 7,151  |        |        | ?        |
| 1857年                                                                                  | 11,800 | 8,559  | 3,241  | ?        |
| 1858年*                                                                                 | 4,031  | 2,940  | 1,091  | 195      |
| 1859年                                                                                  | 7,470  | 5,218  | 2,252  | 179      |
| 1860年                                                                                  | 9,048  | 6,647  | 2,401  | 293      |
| 1861年                                                                                  | 6,151  | 4,790  | 1,361  | 259      |
| 1862年                                                                                  | 10,360 | 8,140  | 2,220  | 323      |
| 1863年                                                                                  | 6,884  | 5,395  | 1,489  | 166      |
| 1864年                                                                                  | 7,482  | 6,054  | 1,428  | 136      |
| 總計                                                                                    | 70,377 | 47,743 | 15,483 | 1,551    |
| * 備註：1858年有4個月份的遊客統計數據遺失。 當時維爾紐斯市人口數約5萬人左右，可供比較。 |        |        |        |          |

埃烏斯塔希·蒂斯茲基埃維茨茲伯爵是一個狂熱收藏家和考古學家，1843年遊覽斯堪地那維亞國家後，決定返國創辦歷史博物館。1846年，他在自己位於安塔卡尼斯的住家中設置古物展覽室，對公眾開放。1848年2月，他向俄國政府請願，希望能建立一個省級博物館，並要求政府提供場地和資金。他設想的博物館分成四大部門，兼顧傳統與進步：自然（礦物、植物、動物）、古代（考古文物、錢幣、獎章、藝術品）、圖書館（出版品、手稿、版畫）和經濟（農業、設備模型、家庭用品），但被俄國政府否決。1851年，他向政府承諾，若政府同意建立博物館，他願意捐出自己的收藏品；這次他的提案獲得較多支持，但沙皇尼古拉一世仍要求他擬定更詳盡的提案與籌備規劃。歷經俄國官僚漫長拖延後（例如，蒂斯茲基埃維茨茲拒絕提供他承諾捐贈的收藏品清單、國家教育部和內政部間針對已關閉之天主教堂、修道院檔案應如何處理的漫長討論），新任沙皇亞歷山大二世於1855年5月11日（儒略曆4月29日）核准設立維爾紐斯古物博物館及臨時考古委員會。1856年4月29日（儒略曆4月17日），博物館舉辦盛大的開幕儀式。
維爾紐斯古物博物館開館時的展覽重點為歷史和考古學，比蒂斯茲基埃維茨茲最初的構想窄很多。博物館位於1831年閉校的維爾紐斯大學中，現址為該校圖書館弗朗西謝克·斯馬格列維奇大廳。館方修復該建築，著重清理、修復斯馬格列維奇的繪畫和壁畫。1856年至1857年，博物館擴大規模，該大廳二樓（原耶穌會圖書館）及三樓（原維爾紐斯大學礦物學展覽室）也交由該館使用。二樓改作為附設閱覽室及鳥類學博物館（以康斯坦蒂·泰森豪茲的收藏為基礎），三樓以原維爾紐斯大學礦物學展覽室10,000多件礦物和相關文物為基礎，改作為礦物學和自然史博物館。雖然自然史領域館藏豐富，但該領域從未成為維爾紐斯古物博物館的展覽重點。開館後，博物館迅速擴大收藏，由歷史愛好者、各類協會和組織捐贈。1858年時，該館捐贈者名單已記錄195人；1862年增至323人。館藏數目則由埃烏斯塔希·蒂斯茲基埃維茨茲最初捐贈的6,000件文物，增長至1865年時的67,000多件文物。
1858年至1862年間，揚·卡齊米日·威爾辛斯基印製《維爾諾古物博物館》（Musée Archéologique de Wilno）攝影集，介紹該館部分收藏：維爾紐斯大學權杖與印璽、立陶宛大公肖像、獎章及考古文物等。1858年9月，沙皇亞歷山大二世參訪博物館，同意指定皇儲尼古拉·亞歷山德羅維奇為該館和臨時考古委員會的監護人與贊助人。維爾紐斯古物博物館的營運資金主要來源為門票收入、會員會費及捐款。光是在1861年，博物館就從俄國政府收到1年1,000盧布的捐款。活動方面，博物館舉辦講座與課程，1859年有246場、1862年有480場。1862年時，博物館舉辦埃及、日本、中國文物特展，展品大多由俄國海軍軍官捐贈，該展為期1個月（自3月25日起至復活節週日）。

### 1865年－1915年：俄羅斯化政策的中心

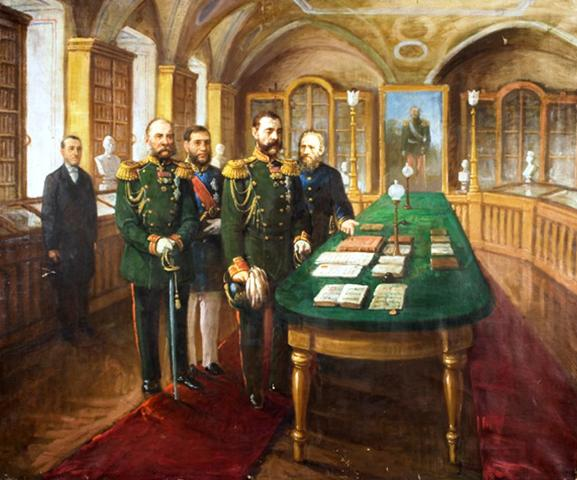
沙皇亞歷山大二世於1867年參訪維爾紐斯公共圖書館。由伊凡·特魯特涅夫繪製。

1863年，一月起義失敗後，沙皇政權實施嚴格的俄羅斯化政策。早在1863年11月，維爾納省總督米哈伊爾·尼古拉耶維奇-穆拉維約夫就下令拆除波蘭雕塑家托馬斯·奧斯卡·索斯諾夫斯基雕刻的波蘭國王雅蓋沃、雅德維加塑像，理由是該雕像會刺激波蘭愛國主義。1865年2月，總督穆拉維約夫組織「博物館重組委員會」，成員包括阿卡迪·史托利平將軍、伊萬·彼得羅維奇·科爾尼洛夫及米哈伊爾·沙霍夫斯科伊-格列波夫-斯特雷什涅夫。該委員會試圖詆毀維爾紐斯古物博物館，經常針對波蘭或浪漫主義相關文物譏嘲其收藏價值與真實性。委員會常質疑的文物包括：波蘭浪漫主義詩人亞當·密茨凱維奇蛀滿蟲洞的斗篷、據稱是塔德烏什·柯斯丘什科將軍在馬策約威策戰役使用的望遠鏡（後來證實該望遠鏡所用技術晚於馬策約威策戰役）等。許多前波蘭立陶宛聯邦相關館藏都被移至莫斯科的魯緬采夫博物館。例如，美國總統湯馬斯·傑弗遜的半身像，只因俄國當局對傑弗遜與塔德烏什·柯斯丘什科的關係（柯斯丘什科曾參與美國獨立戰爭）及自由民主思潮心懷戒懼，而遭移置。根據官方協議，博物館重組委員會只移走256件文物，實際上有約10,000件文物移置莫斯科，包括多達6,029件錢幣收藏。博物館內原設有防禦工事模型，也被移置維爾紐斯軍事學校。博物館被迫閉館期間也傳出竊案或破壞事件，錢幣類文物竊案最為常見。到了1902年，博物館甚至發現有人長期偽造館藏清冊，約300多件藏品不翼而飛。

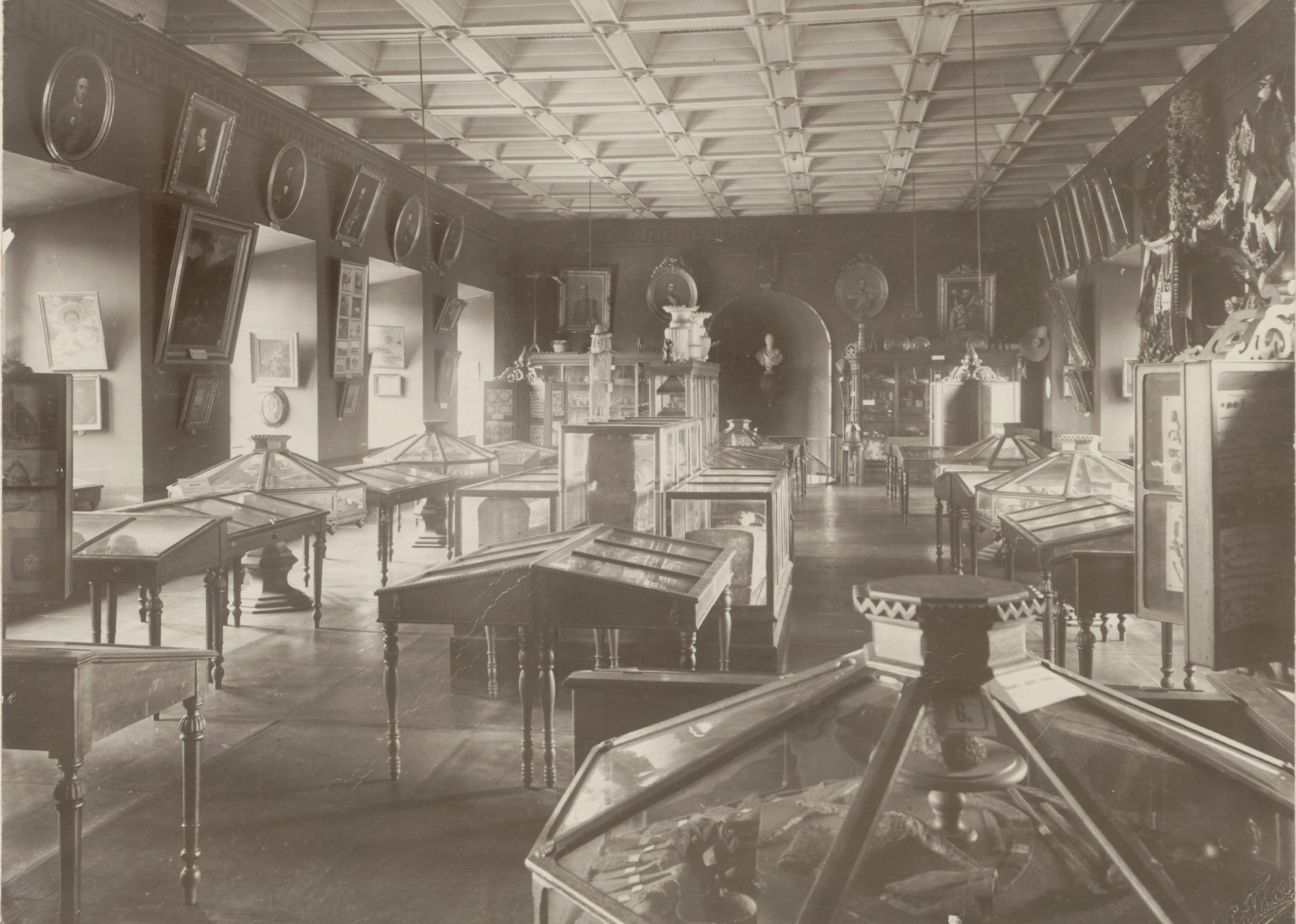
1904年左右的主大廳。遠處牆面是俄羅斯沙皇的肖像，左側是俄羅斯官員的肖像，中間是埃及木乃伊。

在俄羅斯化政策下，俄國政府國有化維爾紐斯古物博物館，並解散臨時考古委員會。原附設閱覽室改制為維爾紐斯公共圖書館，博物館則反過來成為圖書館的附屬機關。原博物館主大廳也移交給圖書館使用，博物館則使用該棟建築的三樓。俄國政府重新整修主大廳，以白俄羅斯畫家瓦西里·格里亞茲諾夫的拜占庭復興式裝飾取代弗朗西謝克·斯馬格列維奇的新古典主義式裝飾（1929年由波蘭畫家耶日·霍彭恢復原貌）。大廳天花板三幅畫作也遭移除、不知去向。1867年5月24日，維爾紐斯公共圖書館正式開館，沙皇亞歷山大二世親自出席開幕儀式。新博物館的任務是支持、促進官方的俄羅斯化政策，展品主要為斯拉夫文物，如俄國官員肖像或東正教相關物品。博物館重組後不再受到當地居民支持，該館仍持續收到捐贈，但多半是硬幣或小型物品；主要遊客也從當地居民轉為學童或士兵，在俄國政府規劃的旅遊行程中強制參訪。1905年，該館遊客人次為9,514人；1907則為12,180人。民眾並未因此失去收藏波蘭－立陶宛歷史文物的興趣，反而將其視為一種消極抵抗，或展現民族自豪感的方式；同時，俄羅斯帝國境外文化機構也取代維爾紐斯古物博物館的功能，如弗洛茨瓦夫的奧索林斯基、拉珀斯維爾的波蘭博物館等。這些新的文化機構都遠離立陶宛，導致維爾紐斯失去波蘭－立陶宛文化中心地位。
總體而言，改組後的維爾紐斯公共圖書館、博物館缺乏足夠場地、專業人員與經費。新博物館也無意繼續歷史學或考古學研究，直到立陶宛考古學家費奧多爾·波克羅夫斯基於1884年就任博物館館長為止。波克羅夫斯基研究墳塚，於1892年出版博物館導覽指南（附有照片），還在1893年協助籌辦於維爾紐斯舉行的莫斯科考古學會第9屆大會。在他的努力下，俄羅斯帝國考古學會開始將西北邊疆區出土的錢幣文物送至維爾紐斯古物博物館（在他任內共收到46件）。1905年俄國革命後，當局放鬆俄羅斯化政策，人民得以公開組織、經營民間團體。其中，維爾諾科學之友協會和立陶宛科學協會都對歷史學有興趣。在此期間，博物館於1905年出版自然科學類館藏目錄，再於1906年出版歷史類館藏目錄，以及9卷營運報告（1902年－1914年）。1907年至1908年間，博物館曾試圖向莫斯科討回文物。然而，隨著第一次世界大戰爆發，俄國當局運走更多文物，博物館則持續營運至德國占領維爾紐斯為止。1915年，俄國運走36袋及23箱文物，送往魯緬采夫博物館保存。不過，俄國檔案並未詳細描述這些文物，僅簡單提及有錢幣、紡織品、古董十字架、武器及手稿等類別。除此之外，該館還有許多文物遭到掠奪，包括青銅器考古文物及銀幣。

## 考古學與考古文獻學委員會

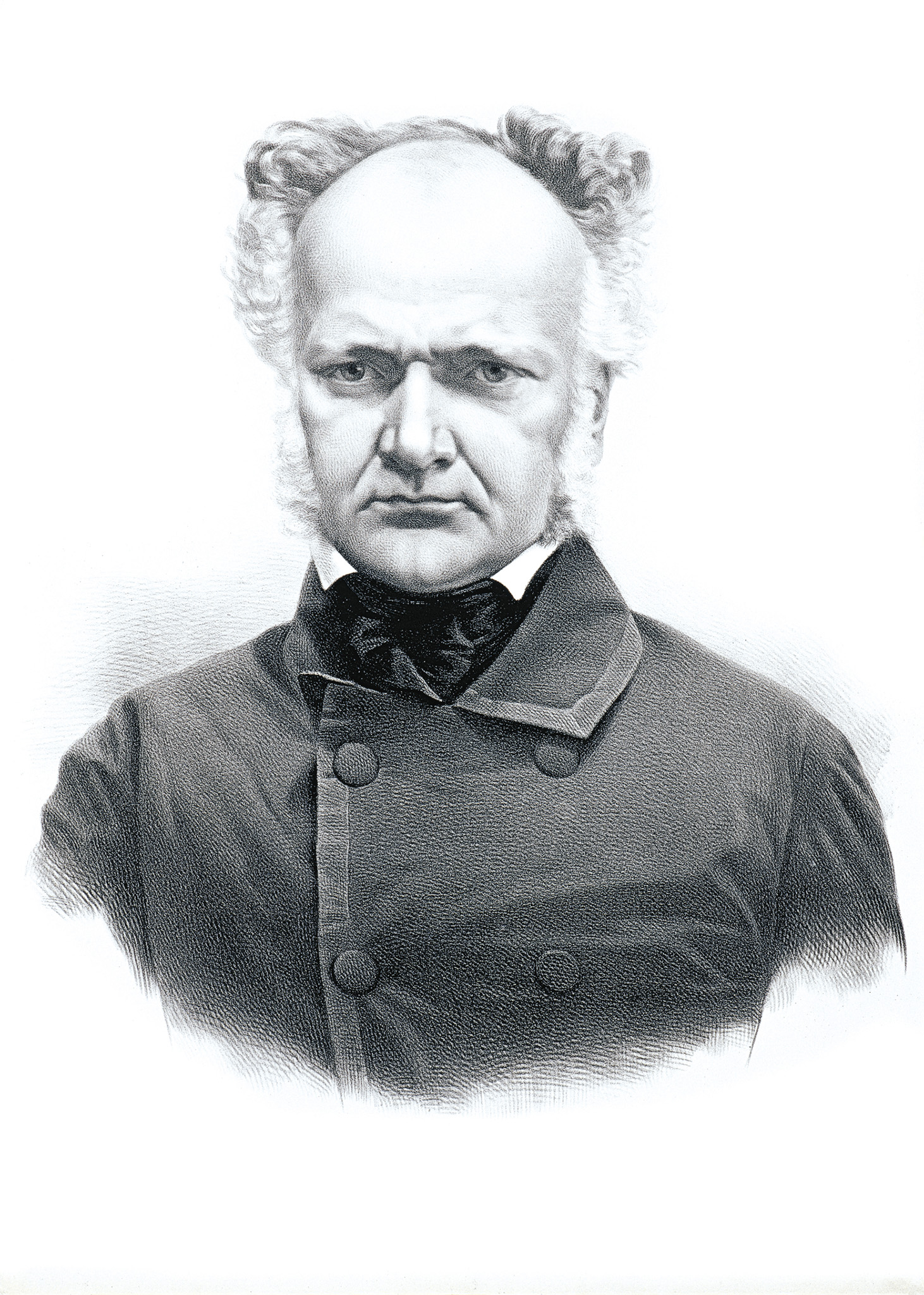
埃烏斯塔希·蒂斯茲基埃維茨茲伯爵，維爾紐斯古物博物館創辦人及臨時考古學委員會主席。

與維爾紐斯古物博物館一同成立的臨時考古學委員會，負責營運及維護博物館。該會最初僅是臨時性組織，但很快就發展成受人敬重的學會及博物館部門。臨時考古學委員會由博物館創始人埃烏斯塔希·蒂斯茲基埃維茨茲擔任主席，並正式向維爾納總督報告，由後者核准該會僱傭人力、選任職員及經費預算。委員會由四種會員組成：正式會員、研究員、贊助會員與榮譽會員；正式會員最初為15人，其後擴張至75人；總會員人數約200人。知名會員包括：歷史學家約瑟夫·伊格納齊·克拉舍夫斯基、浪漫主義詩人瓦迪斯瓦夫·西羅科姆拉、歷史學家托奧多·納巴特、考古學家亞當·基爾科爾及亞當·阿爾弗雷德·普利特。其中，立陶宛會員有：出版商勞里納斯·伊文斯基斯、作家米卡洛尤斯·阿克萊蒂斯和莫蒂埃尤斯·瓦蘭丘斯主教。會員撰寫、發表考古學與歷史學論文。委員會則每月召開例會，籌組考古發掘團隊、推動立陶宛短程旅遊及出版工作。委員會出版2卷《維爾紐斯考古學委員會記事》及歷史學家伊格納齊·丹尼洛維奇編纂的1387年至1711年皇家事蹟及特權選集；委員會計畫出版更多刊物，但未實現。委員會工作目標十分遠大，期望建立適當的考古發掘協議、編纂立陶宛考古與建築遺跡目錄、蒐集相關名人和舊檔案、圖書館、收藏品資訊。1859年，臨時考古學委員會申請改制為下設4大部門（考古學、考古文獻學、自然科學與經濟統計學）的正式學會，但未獲得核准。
1863年，一月起義結束後，俄國政府解散臨時考古學委員會，由政府資助的維爾紐斯考古委員會（仿俄羅斯帝國考古委員會成立）取而代之。該會歷任主席為：雅庫布·霍洛瓦斯基（1868年－1888年）、朱利安·克拉奇科夫斯基（1888年－1902年）、弗拉維安·多布里安斯基（1902年－1913年）。維爾紐斯考古委員會不再負責營運博物館，後者改隸於維爾紐斯教育區。該會目標轉為出版歷史文獻，證明立陶宛自古以來即為俄羅斯和東正教勢力範圍，為官方的俄羅斯化政策背書。該會共出版14本書和39卷《維爾紐斯考古委員會記事》（Акты Виленской археографической комиссии），涵蓋社會、經濟史原始資料。這些資料包括：維爾紐斯、格羅德諾、烏克梅爾蓋、烏皮特、特拉凱、明斯克、斯洛尼姆等地法院文件（第2卷至第9卷、第22、26、32、36卷）、維爾紐斯與莫吉廖夫的地方法官檔案（第10、20、39卷）、立陶宛法庭檔案（第11至第13卷、第15卷）、立陶宛莊園清冊（第25、35、38卷）、立陶宛貴族相關文件（第24卷）、利普卡韃靼人與立陶宛猶太人相關文件（第28、29、31卷）、東正教會文件（第33卷）、布熱斯科教會聯合文件（第16卷）、俄波戰爭與俄法戰爭相關文件（第37、39卷）。俄國政府也另外成立一個考古委員會，為俄羅斯帝國地理學會的地方分會，但並無實際運作。

## 維爾紐斯公共圖書館

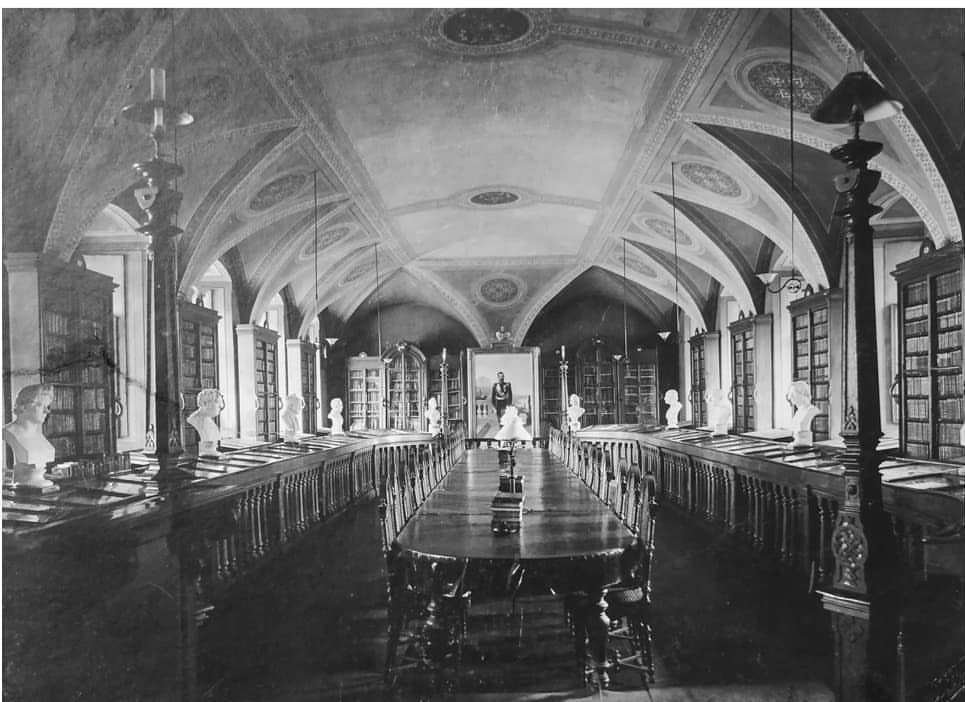
維爾紐斯公共圖書館主大廳，約1904年左右。

維爾紐斯古物博物館雖有豐富書籍與手稿收藏，但並未經營圖書館。1859年，博物館附設一間小型閱覽室，俄國政府拒絕核准正式圖書館的登記證書。博物館重組後，俄國政府以館內藏書為基礎，成立維爾紐斯公共圖書館；跟俄國其他省份公共圖書館相比，晚了將近30年才成立。原先俄國政府曾計畫將維爾紐斯大學圖書館改組為公共圖書館，但因維爾紐斯大學關閉，該計畫也隨之終止。新圖書館是典型的俄國政府機構，隸屬於維爾紐斯教育區，以成為俄羅斯文化前哨站為使命，由許多東正教會神職人員兼任圖書館員，而古物博物館則反過來成為圖書館的附屬機關。從文物收藏到出版品，新圖書館、博物館完全符合俄羅斯化政策目標。俄國政府頒布立陶宛書刊禁令，期望以俄語而非波蘭語作為當地公共語言。根據俄國政府官方說辭，立陶宛大公國在1569年加入盧布林聯合前，一直都是泛俄羅斯國家，使用羅塞尼亞語，俄羅斯化政策只是將語言、文化回溯至原本狀態。
維爾紐斯公共圖書館收藏許多珍貴、罕見書籍，如1476年出版、以湯瑪斯·阿奎那為主題的書籍、初版《立陶宛法典》、亞歷山大一世·雅蓋隆契克與齊格蒙特一世兩位國王行蹟的原始文件、齊亞雷欽的薩皮埃哈家族全部檔案等。1904年，維爾紐斯公共圖書館成為維爾諾省、科夫諾省、格羅德諾省、明斯克省及莫吉廖夫省等省份書籍、刊物的法定送存圖書館，並出版年度營運報告（1902年至1910年、1914年）及俄文日曆（自1904年起）。該館於1913年有283,669本藏書（俄文115,553本，其它語言168,166本），1915年約有310,000本，使其成為俄羅斯第4大圖書館。讀者人次方面，1867年至1910年間，共有348,731人次（298,444名男性、50,287名女性）進入圖書館，共借閱465,012本出版品（俄文438,343份，其它語言26,669份）。
第一次世界大戰期間，德國於1915年夏季占領維爾紐斯，圖書館遂停止營運。許多書籍和手稿或移置俄羅斯，或遭掠奪。1918年12月，德國政府將已關閉的圖書館交還給立陶宛人，短暫存在的蘇維埃政權任命語言學家愛德華·沃爾特斯為圖書館長，但僅重新開館1個月，就被波蘭占領軍關閉。這座短命的圖書館有時會被視為立陶宛國家圖書館的前身。1918年8月，隨著維爾紐斯大學原地復校，原維爾紐斯公共圖書館也原地改組為該校圖書館，再次開館營運。

## 收藏

### 地方歷史

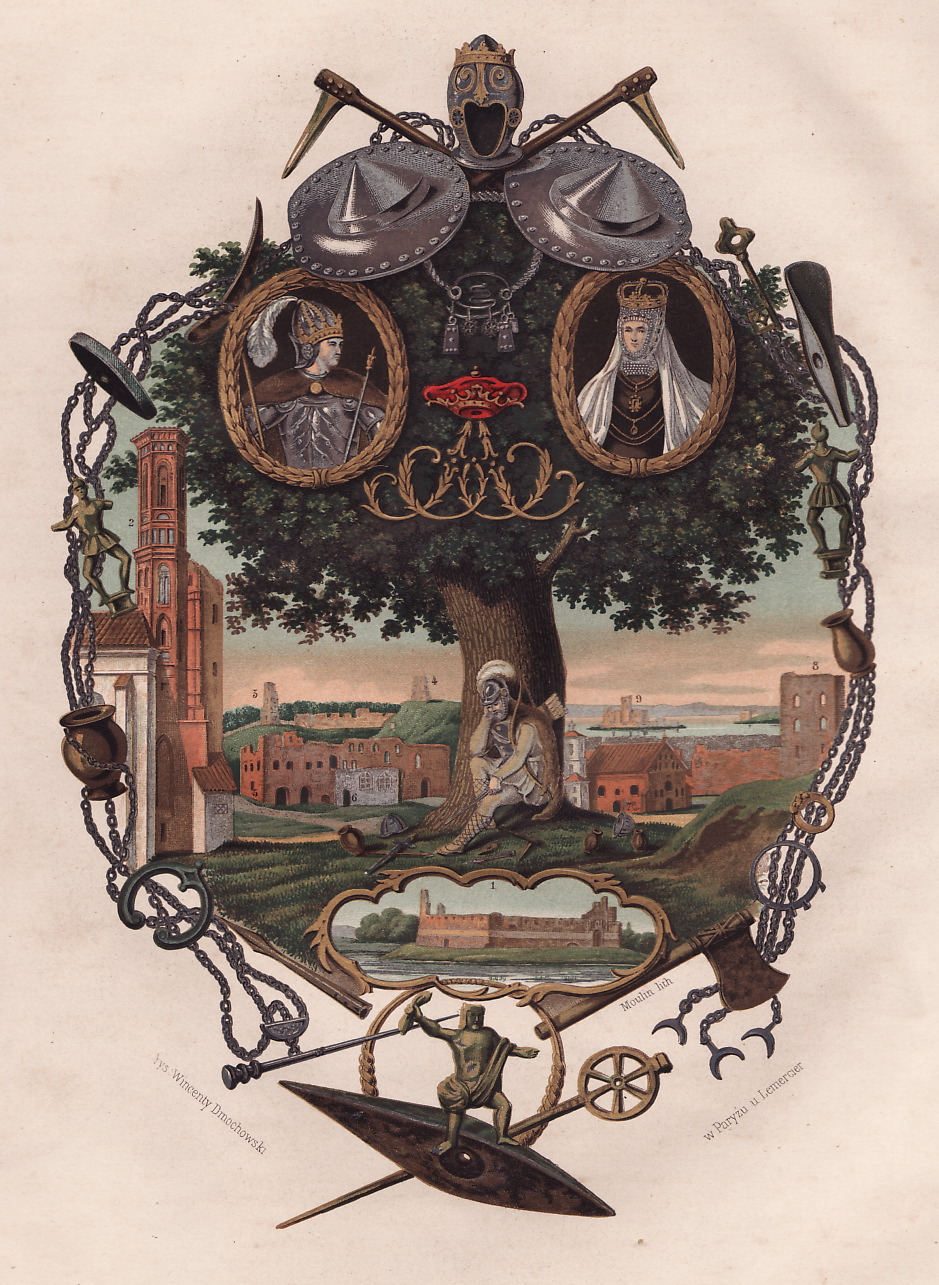
文森·德馬喬斯基的浪漫民族主義畫作：中世紀城堡遺跡上，繪有立陶宛大公維陶塔斯與波蘭王后芭芭拉·拉齊維烏的肖像（兩者並非相同時代人物），周圍環繞當時發現的考古文物，例如據稱是伯庫納斯的雕像。

維爾紐斯古物博物館的館藏，以創辦人埃烏斯塔希·蒂斯茲基埃維茨茲伯爵捐贈的6,000件文物為基礎，其中超過一半是書籍，另有錢幣、獎章、肖像、雕刻及其它文物。博物館也向已關閉的天主教修道院（蒐集約7,000本修道院藏書）、教堂和維爾紐斯大學蒐集文物及檔案。歷史類展覽品中，館方展出武器、盔甲、制服、前立陶宛大公國貴族與士兵的旗幟、立陶宛大公的君權象徵物、考古文物及神話物品。館內有約50幅立陶宛大公肖像及60多幅立陶宛知名貴族肖像，如揚·卡羅爾·霍德凱維奇、皮歐特·斯卡爾加、西蒙·馬爾欽·科薩科夫斯基、亞當·密茨凱維奇等。
博物館發展有賴當地貴族捐贈，如科薩科夫斯基家族、奧津斯基家族、拉齊維烏家族、薩皮埃哈家族等。創辦人在其私人信件裡常稱該館為「立陶宛博物館」，展現其對立陶宛的愛國主義情懷。其他館藏還包括：1794年柯斯丘什科起義文物、1812年俄法戰爭文物，及維爾紐斯大學教職員工相關物品等。有些收藏品缺乏歷史價值，且真實性存疑，但有助於滋長浪漫民族主義。例如：朱利安·魯瑟內· 尼耶梅採維茨茲被處決當天戴的帽子、拿破崙的一綹頭髮、詩人弗蘭奇謝克·卡爾平斯基的墳頭草、瓦迪斯瓦夫四世臨終床前的一塊床簾等。在博物館1858年的館藏目錄中，最先列出的館藏是在克爾納韋發現的立陶宛雷神伯庫納斯銅像，但後來發現它只是13世紀德國希爾德斯海姆一座枝狀大燭台的碎塊。另外還有戰神科瓦斯（Kovas）、智慧之神普拉里姆（Praurime）、愛神米爾達（Milda）、家戶精靈薩爾蒂斯（žaltys）與女祭司瓦迪盧特（vaidilutė）的雕塑。
1865年博物館重組後，俄國政府移走幾乎所有波蘭立陶宛聯邦相關文物，僅保留武器、古埃及文物等。俄國及東正教會文物取代波蘭－立陶宛文物的位置，例如：用羅塞尼亞語文物傳達「立陶宛人應回歸俄羅斯文化」的意涵（為官方推動的俄羅斯化政策背書）、俄羅斯官員和東正教會大主教的肖像畫廊、沙皇亞歷山大二世在1858年波納里隧道啟用典禮上使用的銀槌和鐵鍬等。立陶宛歷史系列畫作也由風景畫取代。甚至，根據博物館組織章程草案，該館若獲得新的波蘭、天主教文物，將和其它俄羅斯博物館交換「更相關」的文物。1904年至1905年間，隨著俄羅斯化政策趨緩，館方將維爾納省總督米哈伊爾·尼古拉耶維奇-穆拉維約夫相關文物移至今日立陶宛總統府內的獨立博物館。

### 錢幣學與民族誌
維爾紐斯古物博物館的錢幣學相關館藏以當地貴族捐贈文物為基礎（例如在喀山省發現的欽察汗國韃靼硬幣），但主要還是從當地錢幣窖藏收購。1855年至1865年間，博物館就從22個錢幣窖藏獲得文物。然而，1865年博物館重組後，俄國政府將大多數錢幣文物及所有錢幣窖藏（韋柳奧納地區發現的6根立陶宛長幣銀條除外）移到莫斯科。1865年至1915年間，博物館獲得65個錢幣窖藏；俄國政府於1885年將部分硬幣移到聖彼得堡，1915年再移到莫斯科。如今立陶宛國家博物館只剩1個從維爾紐斯古物博物館繼承而來的錢幣窖藏。上述錢幣窖藏從羅馬貨幣、阿拉伯迪拉姆到19世紀初期硬幣都有。以錢幣數量而言，最大的錢幣窖藏內有1,345枚16至17世紀普魯士與波蘭錢幣（1863年入館），另外還有：2,630枚神聖羅馬帝國與荷蘭等國17世紀錢幣（於維爾紐斯出土，1866年入館）、1,599枚俄羅斯銀幣（於維爾紐斯出土，1890年入館）、來自里加的兩批錢幣（1,261枚與1,370枚），主要為17世紀先令硬幣（分別於1892年和1897年入館）。
博物館也收藏許多異國歷史、考古、民族誌文物。1863年，民族誌館藏包括406件來自中國、日本、埃及和西伯利亞的文物，另有部分土耳其人、保加利亞人、胡楚爾人、愛斯基摩人、巴什基爾人、布里亞特人文物。值得注意的是，該館並未收藏立陶宛、波蘭或俄羅斯當地民間藝術品。前述文物大多來自當地貴族海外旅行時獲得的奇珍異寶或真實性存疑的文物。俄國護衛艦哈斯科爾德號（Askold）環球航行後帶回許多中國與日本文物。其它異國文物包括：來自龐貝城的骨灰、在尼科波爾發現的金質希臘頭飾、巴黎大主教的水晶燭台、日本天皇賜予的手扇、錫蘭總督贈送的原住民長矛等。館內也有少量古埃及文物，以米哈爾·迪斯基耶維奇於1862年捐贈的222件文物為基礎，相關館藏包括：5具古埃及第21王朝時期木乃伊（1861年由亞歷山大·布拉尼茨基捐贈）、2具兒童木乃伊贗品（1862年由米哈爾·迪斯基耶維奇捐贈）、2具附帶石棺的木乃伊（1898年由霍恩洛厄親王捐贈）。1865年，博物館國有化後，館方著重展示上述異國文物（例如，埃及木乃伊擺在主大廳中央），但幾乎未再收到文物捐贈（例外：1898年收到2具木乃伊，另外也收到尼古拉二世東方之旅的南歐、東亞相片記錄）。

### 自然史

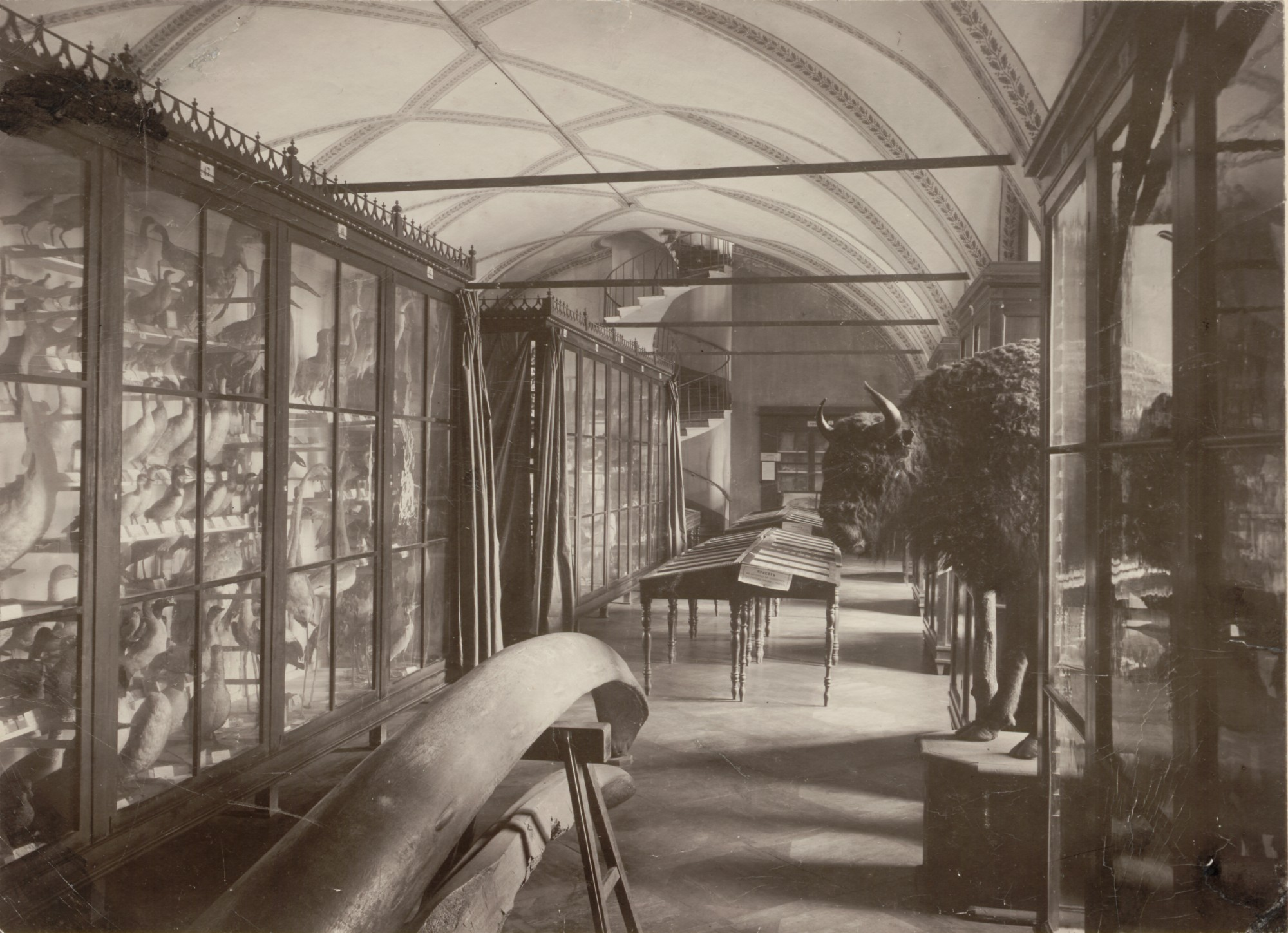
約1904年左右的動物學展覽，右側為歐洲野牛標本。

1827年，維爾紐斯大學收藏20,800份礦物樣品，另有14,000份複製品提供當地文理中學使用。維爾紐斯大學及其後繼者「醫學－外科學院」都關閉後，大多數收藏品都移到基輔大學、黎希留文理中學與其它學校。不過仍有約10,000件礦物樣品留在維爾紐斯，1857年納入維爾紐斯古物博物館館藏。這些礦物樣品包括：寶石（鎂鋁榴石、綠柱石、晶洞、玉髓、赤鐵礦、水蛋白石）、矽酸鹽礦物（黏土、雲母、石綿、玄武岩與來自維蘇威火山的熔岩）、煤炭、無煙煤、石墨、琥珀、金屬（黃金、黃鐵礦、孔雀石、磁鐵礦、來自厄爾巴島，由亞當·耶日·恰爾托雷斯基贈送的赤鐵礦、褐鐵礦、方鉛礦、錫石、輝銻礦）、沉積岩與火山岩。博物館有3雙石綿和棉花製手套，由米哈烏·克勒奧法斯·奧根斯基贈予。館方在1905年的館藏目錄中介紹了1,636種礦物和72種化石，包括扎布羅傑隕石的主要殘骸。
1832年的一份清單記錄維爾紐斯大學擁有20,000件動物學收藏，包括猛犸象的骨頭（79塊骨頭和40顆牙齒）、格奧爾格·福斯特在詹姆斯·庫克第二次太平洋航行期間蒐集的物品、弓頭鯨頭骨（可能來自克爾茲斯托夫·拉齊維爾），以及比亞沃維耶扎原始森林3頭歐洲野牛標本。1839年時，該校收藏品還包括25,331件動物標本，其中有17,760件昆蟲標本（包括路德維希·海因裏希·伯亞努斯購入的8,889件外來蝴蝶標本）和840件鳥類標本。維爾紐斯大學閉校後，大多數動物學收藏轉移至基輔大學和其它學校，剩下的收藏品則由維爾紐斯古物博物館繼承。而康斯坦蒂·泰森豪茲的鳥類收藏（1,093件鳥類標本、563顆鳥蛋）、1858年貝加爾湖軟體動物貝殼的文物捐贈和1860年至1861年間收到的1,324顆貝殼捐贈，都擴大博物館的收藏規模。1865年，博物館國有化後，部分動物學收藏轉移至其它機構，剩餘館藏則遭到冷落，甚至失去部分收藏品（潮濕標本結凍等）。1906年，維爾紐斯古物博物館有2,319件動物學收藏品（不包括昆蟲標本）。

### 收藏品的命運
| 類別   | 數目   | 類別   | 數目   |
| ------ | ------ | ------ | ------ |
| 考古學 | 3,818  | 藝術品 | 3,948  |
| 錢幣學 | 8,110  | 書籍   | 19,700 |
| 印章學 | 487    | 手稿   | 2,638  |
| 民族誌 | 408    | 自然史 | 27,794 |
| 其它   | 300    |        |        |
| 總計   | 67,203 | 67,203 | 67,203 |

維爾紐斯古物博物館大部分館藏在1865年和1915年移至莫斯科的魯緬采夫博物館，部分館藏再轉手至普希金博物館和俄羅斯國家歷史博物館，留在維爾紐斯的殘餘物品則由其它博物館收藏。1919年，約納斯·巴薩納維丘斯和帕柳斯·加勞恩等人試圖在聖三一教堂原址建立歷史－倫理學博物館，但因波蘭於1920年占領維爾紐斯而作罷，剩餘館藏移回重建後的維爾紐斯大學（當時稱為巴托里·斯特凡大學）。1940年，所有博物館收藏品都轉移至立陶宛科學院。第二次世界大戰結束後，歷史與民族學博物館於1952年成立，立陶宛自蘇聯獨立後，該館改組為立陶宛國家博物館。

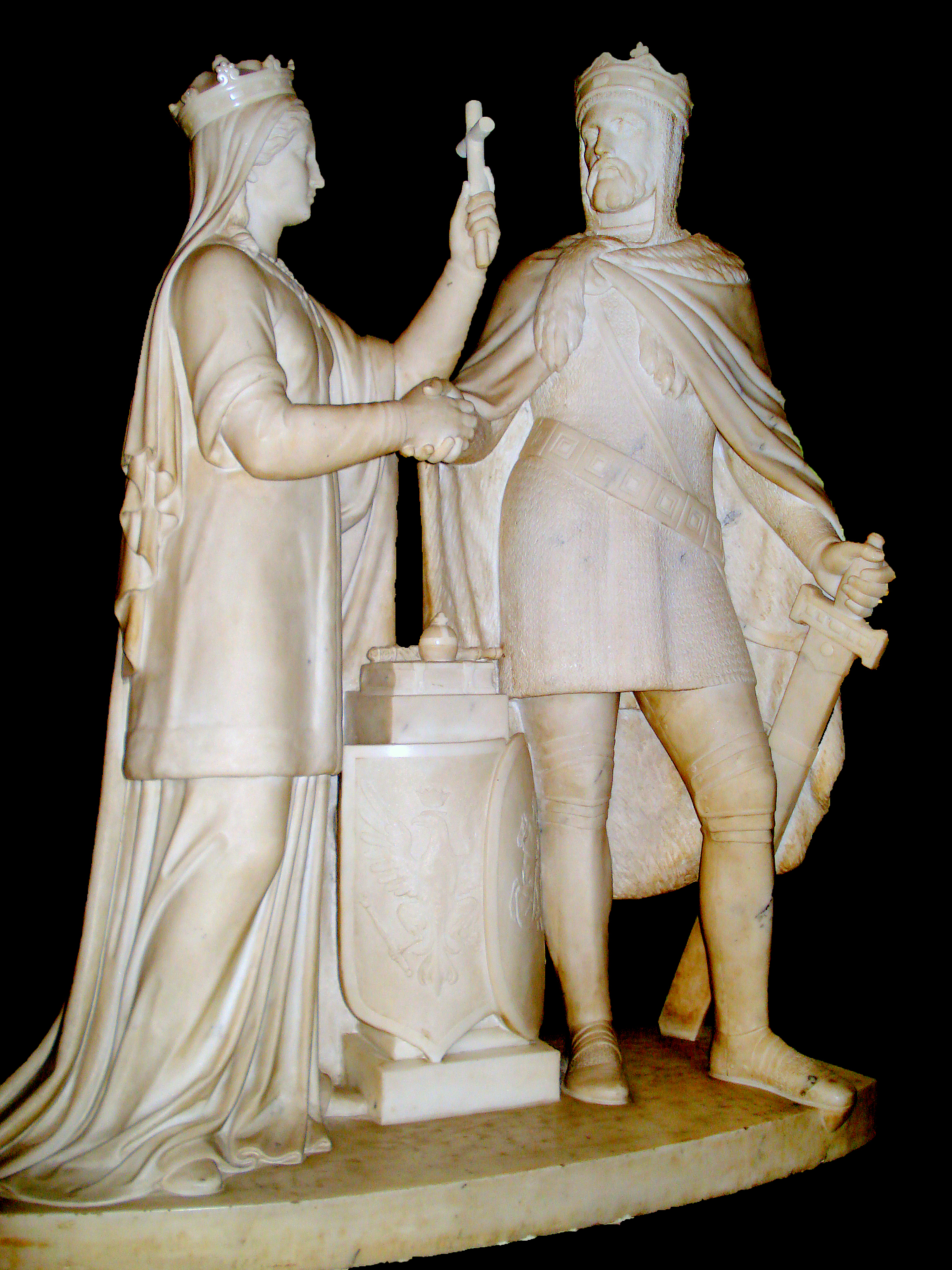
波蘭國王雅蓋沃與雅德維加的雕塑，1863年送往它處、1931年重返維爾紐斯。

根據統計，立陶宛國家博物館自維爾紐斯古物博物館繼承約1,000件文物。原維爾紐斯古物博物館收藏品，有些散落在今日立陶宛各文化機構中；例如，至少有14幅肖像畫由立陶宛美術館收藏，包括沙皇尼古拉一世（繪於法蘭茲·克呂格之後的匿名複製品）、尼古拉·季科布拉佐夫畫的維爾納省總督米哈伊爾·尼古拉耶維奇-穆拉維約夫肖像、伊凡·特魯特涅夫畫的德米特里·布魯多夫、尼古拉·科謝列夫畫的龐培·尼古拉耶維奇·巴秋什科夫，以及2幅約瑟夫·謝馬什科肖像（信仰舊禮儀派和皈依東正教2個時期）。維爾紐斯大學地質學博物館繼承部分礦物和化石樣品，同校動物學博物館則繼承部分動物標本。
早在1918年，就有許多社會運動者（如約納斯·巴薩納維丘斯和短命的蘇維埃政權內務人民委員部成員）致力於向俄羅斯收回失散的文物。1920年的《蘇俄-立陶宛和平條約》和1921年的《里加和約》都要求蘇聯分別向戰間期立陶宛共和國與波蘭第二共和國歸還珍貴文化、歷史文物。三方歷經多次談判，蘇聯仍未歸還重要文物（如立陶宛檔案），因為立陶宛和波蘭都聲稱擁有维尔纽斯地区主權及當地文物所有權，而蘇聯則根本無意歸還文物。戰爭期間，立陶宛設法收回部分檔案文獻，但只有一件原屬於維爾紐斯古物博物館的文物回到維爾紐斯：波蘭國王雅蓋沃與雅德維加的雕塑。1928年，該雕塑移至華沙，至1931年才重返維爾紐斯。
立陶宛蘇維埃社會主義共和國成為蘇聯加盟國後，立陶宛博物館學家反而比較容易從俄羅斯收回文物。1956年至1968年，立陶宛歷史和民族學博物館成功從俄羅斯博物館收回285件文物：1956年，從俄羅斯國家歷史博物館收回124件文物（包括32幅肖像畫、68件武器、4只高腳杯、13件紡織品、6條波蘭式長袍腰帶及特拉凱省旗幟）；1966年，從普希金博物館收回158幅畫作；1968年，再從俄羅斯國家歷史博物館收回3幅畫。1986年，維爾紐斯大學的立陶宛籍教授試圖從敖德薩大學收回1,000件礦物樣品（有些仍貼有標籤，證明其來自維爾紐斯），但只收回70件價值較低的樣品。1990年，立陶宛宣布獨立後，國家文物回收議題再次浮現；獨立該年，立陶宛國家博物館便宣布試圖收回6,636枚錢幣收藏、253幅肖像畫、512件畫作、400件民族誌文物、142枚印章、武器與其它文物。然而，要證明立陶宛確實擁有文物的所有權相當困難：維爾紐斯古物博物館自己的館藏清冊常有錯誤、含糊不清或根本不完整，而俄羅斯博物館通常沒有保留可證明文物來源的文件，立陶宛方面也缺乏充分意願和經費收回文物。因此，立陶宛自1990年獨立後，就再也沒有收回任何文物。

## 外部連結
- 维基共享资源上的相關多媒體資源：維爾紐斯古物博物館